# Partido di Balcarce
Il partido di Balcarce è un dipartimento (partido) dell'Argentina facente parte della Provincia di Buenos Aires. Il capoluogo è Balcarce.
Deve il suo nome in onore dell'eroe indipendentista argentino Antonio González Balcarce.